# Maria Anna von Savoyen

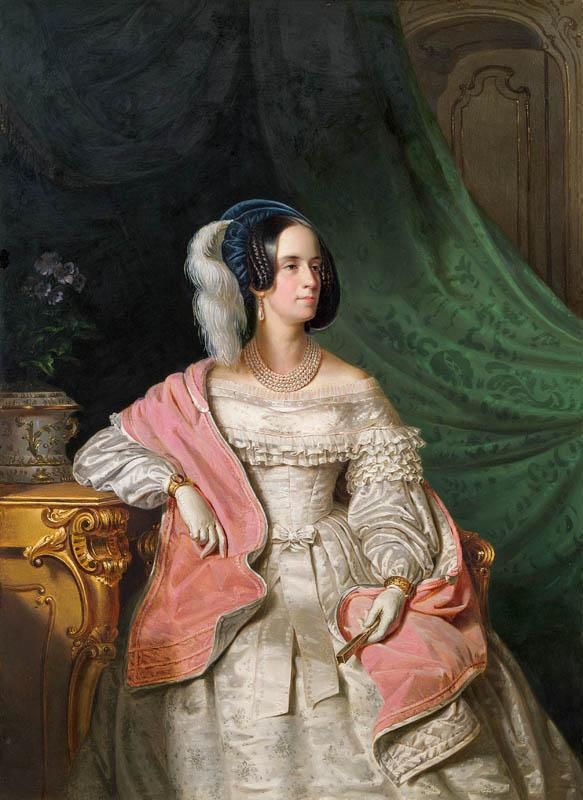
Kaiserin Maria Anna von Österreich

Maria Anna Ricciarda Carolina Margherita Pia Prinzessin von Savoyen (* 19. September 1803 in Rom; † 4. Mai 1884 in Prag) war als Gemahlin von Ferdinand I. von 1835 bis 1848 Kaiserin von Österreich.

## Leben
Die am 19. September 1803 im Palazzo Colonna in Rom geborene Maria Anna war eine Tochter von König Viktor Emanuel I. von Sardinien-Piemont und der Erzherzogin Maria Theresia von Österreich-Este. Sie hatte eine Zwillingsschwester, Maria Theresia von Savoyen, die spätere kurzzeitige Herzogin von Parma. Die beiden Prinzessinnen wurden von Papst Pius VII. am 20. September 1803 getauft. Ihre Paten waren ihre Großeltern mütterlicherseits, Erzherzog Ferdinand Karl von Österreich-Este und Maria Beatrice Ricciarda d’Este. Im Museo di Roma ist die Taufe auf einem Gemälde dargestellt.
Am 12. Februar 1831 heiratete Maria Anna per Prokuration in Turin und am 27. Februar 1831 persönlich in der Kammerkapelle der Hofburg in Wien ihren Cousin 2. Grades Erzherzog Ferdinand von Österreich. Die Trauung in Wien vollzog Erzherzog-Kardinal Rudolph. Maria Anna galt mit ihren 27 Jahren als „ältlich“ und daher als nicht besonders anspruchsvoll, außerdem als sehr fromm und gottergeben.
Durch die Thronbesteigung ihres Gatten als Kaiser Ferdinand I. im März 1835 wurde Maria Anna Kaiserin von Österreich, am 12. September 1836 folgte in Prag die Krönung zur Königin von Böhmen. Obwohl sie nie gut deutsch lernte, sondern es vorzog, französisch zu sprechen, erlangte sie in ihrer neuen Heimat große Popularität. Jährlich am 26. Juli gab es anlässlich ihrer Namensfeier ein Fest. Sie unterstützte ihren durch seine Krankheit fast regierungsunfähigen Gemahl sehr und meisterte ihr Schicksal an seiner Seite mit bewundernswerter Haltung, so bezeichnete sie sich als die Krankenschwester ihres Gatten.
Während der Unruhen der Märzrevolution 1848 distanzierte sich Maria Anna im Einverständnis mit Erzherzogin Sophie noch rechtzeitig vom Metternichschen System. Später befürwortete sie jedoch ein härteres Vorgehen gegen die Revolution. Sie wirkte auch entscheidend auf ihren Ehemann ein, dass er im Dezember 1848 abdankte, so dass der erst 18-jährige Franz Joseph den Kaiserthron besteigen konnte. Ferdinand I. zog sich nach seiner Abdankung mit seiner Gemahlin von Wien nach Prag und nach Böhmen zurück. Maria Anna war hier karitativ sehr engagiert.
Joseph Lanner und Johann Strauss Vater und Sohn widmeten der Kaiserin eigene Stücke, am bekanntesten die Annen-Polka, welche am 24. Juli 1852 im Wiener Prater uraufgeführt wurde. Im Jahr 1862 wurde in Wien-Alsergrund (9. Bezirk) die Mariannengasse nach ihr benannt. In Graz trägt die Annenstraße ihren Namen.
Nach ihrem Tod im Mai 1884 wurde Maria Anna, deren Ehe kinderlos geblieben war, wie schon ihr bereits 1875 verstorbener Gatte in der Kapuzinergruft in Wien beigesetzt.